# Файвел Стюарт
Тренте Гевін «Файвел» Стюарт (народилася 4 листопада 1996) — американська актриса та співачка, яка вперше привернула увагу, виконавши головну роль Іззі в трьох сезонах серіалу Netflix «Нетиповий» (2018–2021). Станом на  2022, вона є в основному акторському складі серіалу Netflix The Recruit. Всі її сестри та брат займалися акторською діяльністю та знімалися у різних фільмах і телешоу.

## Раннє життя
Файвел Стюарт народилася в Беверлі-Гіллз (Каліфорнія) 4 листопада 1996 року у родині Нільс Ален Стюарт і Рене Стюарт які обоє вже були частиною індустрії розваг. Наприклад, її батько є каскадером. Її мати має японське, корейське та китайське походження, а батько має російське, шотландське та індіанське (чорноноге) походження. Стюарт наймолодша в сім'ї. Молодша сестра актора Бубу Стюарта, а також актриси та каскадерки Мейган Стюарт. Раніше виступала із братами і сестрами Бубу і Мейган у складі «TSC» (Клан Стюартів). Почала зніматися у фільмах з 7 років.

## Кар'єра
Стюарт працює в індустрії розваг із семи років. Була вокалісткою гурту My Allowance. Вона гастролювала з Демі Ловато, Менудо та Мітчелом Муссо. Вона також була вокалісткою гурту 5L, де її брат Бубу Стюарт грав на гітарі. Акторка використовує псевдонім Файвел тому, що таке ім'я подобається їй більше ніж дане при народженні.
Стюарт почала вчитися бойових мистецтв, а саме карате, у віці 5 років. Вона почала брати участь у змаганнях у віці шести років, ставши чемпіонкою світу з бойових мистецтв у 2002 та 2003 роках.. Вона зіграла роль Іззі Тейлор в останніх трьох сезонах серіалу Netflix Нетиповий.

## Фільмографія
| Рік            | Назва                         | Роль                                 | Примітки                                                   |
| -------------- | ----------------------------- | ------------------------------------ | ---------------------------------------------------------- |
| 2004 рік       | Чужа Сім'я                    | Маленька дівчинка яка просить комікс | Епізод: «Месники»                                          |
| 2004–2006 роки | Бухта Данте                   | Бетті                                | Періодична роль (1-2 сезони)                               |
| 2016 рік       | Лабораторні Щури: Елітна Сила | Різ                                  | Епізод: " Атака "                                          |
| 2018 рік       | T@gged                        | Джай                                 | Головний акторський склад (3 сезон), веб-серіал            |
| 2018–2021 роки | Нетиповий                     | Іззі Тейлор                          | Періодична роль (2–4 сезони)                               |
| 2020 рік       | Close Up                      | Рейчел                               | Телевізійний фільм                                         |
| 2022 рік       | Рев                           | Джейн                                | Епізод: « Дівчина, яка любила коней », антологічний серіал |
| 2022 рік       | Новобранець                   | Ханна                                | Головний акторський склад                                  |

| Рік      | Назва                               | Роль                         |
| -------- | ----------------------------------- | ---------------------------- |
| 2004 рік | Гаражний розпродаж                  | Кріссі Діверс                |
| 2005 рік | Підбуль                             | Люсінда                      |
| 2013 рік | Гензель і Гретель: Воїни чаклунства | Елла                         |
| 2019 рік | Привиди Шерон Тейт                  | Патриція «Жовта» Кренвінкель |
| 2020 рік | The Never List                      | Єва Джеффріс                 |
| 2022 рік | Умма                                | Кріссі                       |

| Рік      | Назва        | Виконавець(и) | Роль         | Посилання |
| -------- | ------------ | ------------- | ------------ | --------- |
| 2021 рік | "Summerland" | half•alive    | Рорі Робертс | [ 6 ]     |

## Зовнішні посилання
- Файвел Стюарт на сайті IMDb (англ.)
- Файвел Стюарт на сайті Rotten Tomatoes (англ.)